# Rua do Comércio, 54
O Edifício na Rua do Comércio nº 54, em Santa Leopoldina, é um bem cultural tombado pelo Conselho Estadual de Cultura do Espírito Santo, inscrição no Livro do Tombo Histórico sob o nº 32 a 68, folhas 4v a 7v.

## Importância
No livro "Arquitetura: Patrimônio Cultural do Espírito Santo", publicado pela Secretaria de Cultura do Espírito Santo em 2009, o edifício é descrito como sendo do fim do século XIX, constituído de três partes: casa, comércio e armazém. Sua descrição é: "Pertencente originalmente a João Vervloet, sua escala e refino estético fazem dele o testemunho mais representativo do significado comercial de Santa Leopoldina na economia e sociedade urbana do Espírito Santo até a terceira década do século XX. Sua configuração, pensada em continuidade com a arquitetura da residência, particulariza-se pela determinação programática de sua principal função, a comercialização e o armazenamento do café adquiri- do junto aos colonos produtores de toda a região central do estado. Diretamente ligada a essa abrangência, o edifício se distingue na cidade pela grandiosidade de seu volume e escala, e pelo requinte de sua linguagem compositiva. Essa última está especialmente presente na moldura que contorna os vãos de porta e na sequência de frisos e cornija que percorrem horizontalmente a fachada em toda a sua extensão. Juntos, eles são os ele- mentos responsáveis pela unidade estética do conjunto. Os vãos possuem duas dimensões, sendo os menores correspondentes às portas de acesso ao comércio, e o maior à entrada para o espaço de estocagem das sacas de café. Essa situação, correspondente ao projeto original, é alterada com a abertura de mais um vão de porta, à esquerda da entrada do armazém. No conjunto, os vãos são fechados com esquadrias compostas por duas folhas de madeira e bandeiras em gradil de ferro de delicado desenho. O mesmo material e o mesmo desenho estão presentes no vão de acesso à residência de seu proprietário, situada no primeiro pavimento do imóvel de número 58-60-62, à sua esquerda".

## Tombamento
O edifício foi objeto de um tombamento de patrimônio cultural pelo Conselho Estadual de Cultura, de número 05, em 30 de julho de 1983, Inscr. nº 32 a 68, folhas 4v a 7v. O processo de tombamento inclui quase quarenta imóveis históricos de Santa Leopoldina. No ato de tombamento, é listado como proprietário Família Vervloet.
O tombamento desse edifício e outros bens culturais de Santa Leopoldina foi principalmente decorrente da resolução número 01 de 1983, em que foram aprovadas normas sobre o tombamento de bens de domínio privado, pertencentes a pessoas naturais ou jurídicas, inclusive ordens ou instituições religiosas, e de domínio público, pertencentes ao Estado e Municípios, no Espírito Santo. Nessa norma foi estabelecido que, entre outros pontos:
- "O tombamento de bens se inicia por deliberação do CEC “ex-offício”, ou por provocação do proprietário ou de qualquer pessoa, natural ou jurídica, e será precedido, obrigatoriamente, de processo", ponto 3;
- "Em se tratando de bem(s) pertencente(s) a particular(es), cujo tombamento tenha caráter compulsório, e aprovado o tombamento, o Presidente do CEC expedirá a notificação de que trata o artigo 5°. I do Decreto n° 636-N, de 28.02.75, ao interessado que terá o prazo de 15(quinze) dias, a contar do seu recebimento, para anuir ou impugnar o tombamento", ponto 12.[3]

As resoluções tiveram como motivador a preservação histórico-cultural de Santa Leopoldina contra a especulação imobiliária, que levou à destruição de bens culturais à época.